# Konferenz von Meran (1941)

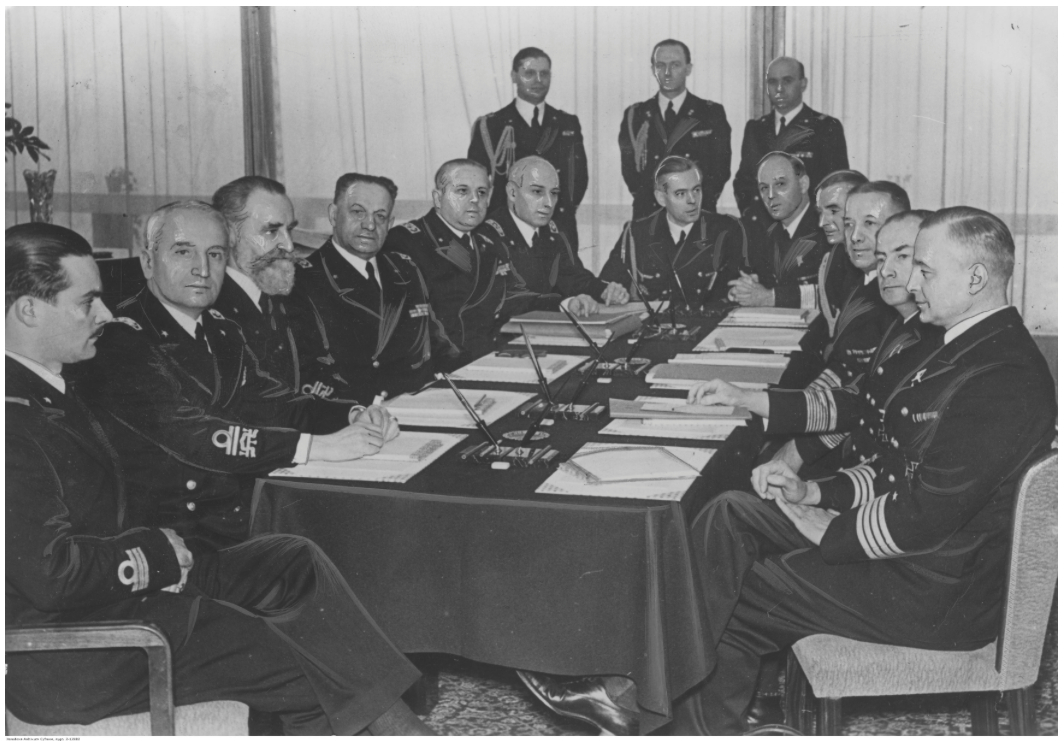
Konferenz von Meran (1941)

Die Konferenz von Meran (italienisch Convegno Italo-Germanico di Merano) war eine Konferenz zwischen der Führung der deutschen Kriegsmarine und der italienischen Regia Marina. Sie fand am 13. und 14. Februar 1941 in der Stadt Meran in Südtirol statt. Ziel dieser Konferenz war es, sich auf eine gemeinsame Strategie zur maritimen Gesamtkriegführung der beiden Staaten Deutsches Reich und Italien zu einigen.

## Hintergrund
Die Konferenz war ursprünglich für den Dezember 1940 geplant, wurde aber angesichts der britischen Erfolge gegenüber der italienischen Marine verschoben. Die Konferenz wurde in drei Sitzungen organisiert, von denen die wichtigste am Morgen des 14. Februar stattfand. Im Anschluss an die Konferenz erstellte das Supermarina (Italienisches Obermarinekommando) mehrere detaillierte Memoranden, die die Diskussionen dokumentierten. Die Admirale Erich Raeder für die deutsche und Arturo Riccardi für die italienische Seite unterzeichneten das Schlussmemorandum der Konferenz am 14. Februar 1941.

## Ziele der Konferenz
Riccardi und Großadmiral Erich Raeder waren sich einig, dass das Mittelmeer von entscheidender Bedeutung sei und dass die Stärkung der Armee in Libyen ihr Hauptziel sein sollte. Des Weiteren wurden folgende weitere Ziele erörtert:
- Abfangen der alliierten Schifffahrt im Atlantik;
- Zerstörung der britischen Flotte mit Sitz in Gibraltar und Ägypten;
- die Eroberung Maltas (Unternehmen Herkules);
- die Versorgungsroute zwischen Italien und Libyen;
- Operationen in der Ägäis;
- die potenzielle Nutzbarkeit der griechischen Inseln als vorgelagerte Marine- und Luftwaffenstützpunkte;
- die angespannte italienische Kraftstoffsituation;
- die strategische Lage im Atlantik;
- die strategischen Lage im Mittelmeerraum.

Raeder sah Malta als ein großes Problem und betonte, dass die Verlegung von Minen, Luftangriffe und der Einsatz von Spezialkräften Malta blockieren könnten. Was die Deutschen nicht mit den Italienern teilten, waren ihre Erkenntnisse hinsichtlich der englischen Radartechnik in Malta, die die ankommende Truppe schon früh bemerken konnten, was gravierende Folgen für die Italiener hatte.

## Teilnehmer
- Regia Marina:
  - Ammiraglio d’Armata Arturo Riccardi
  - Ammiraglio di Squadra Raffaele de Courten
  - Ammiraglio di Divisione Emilio Brenta
  - Ammiraglio di Divisione Carlo Giartosio
- Kriegsmarine:
  - Großadmiral Erich Raeder
  - Admiral Kurt Fricke
  - Kapitän zur See Kurt Aschmann